# Pierre Jean Louis Victor Thuillier
Pierre Jean Louis Victor Thuillier (* 1. Juli 1765 in Blérancourt, Picardie; † 1794 in Paris) war ein französischer Revolutionär und Politiker, der als Freund und Helfer von Louis Antoine de Saint-Just (1767–1794) eine gewisse Bekanntheit erreicht hat. Ihre Freundschaft wurde in frühester Jugend geschlossen, etwa um das Jahr 1776 herum, als die Familie von Saint-Just von Decize nach Blérancourt ging und dort ihren Wohnsitz nahm. Ein Porträt von Thuillier ist nicht überliefert, nur ein Signalement in seinem Pass, aus dem unter anderem hervorgeht, dass er braune Haare, eine lange Nase, blaue Augen und ein volles Gesicht gehabt hat.

## Blérancourt

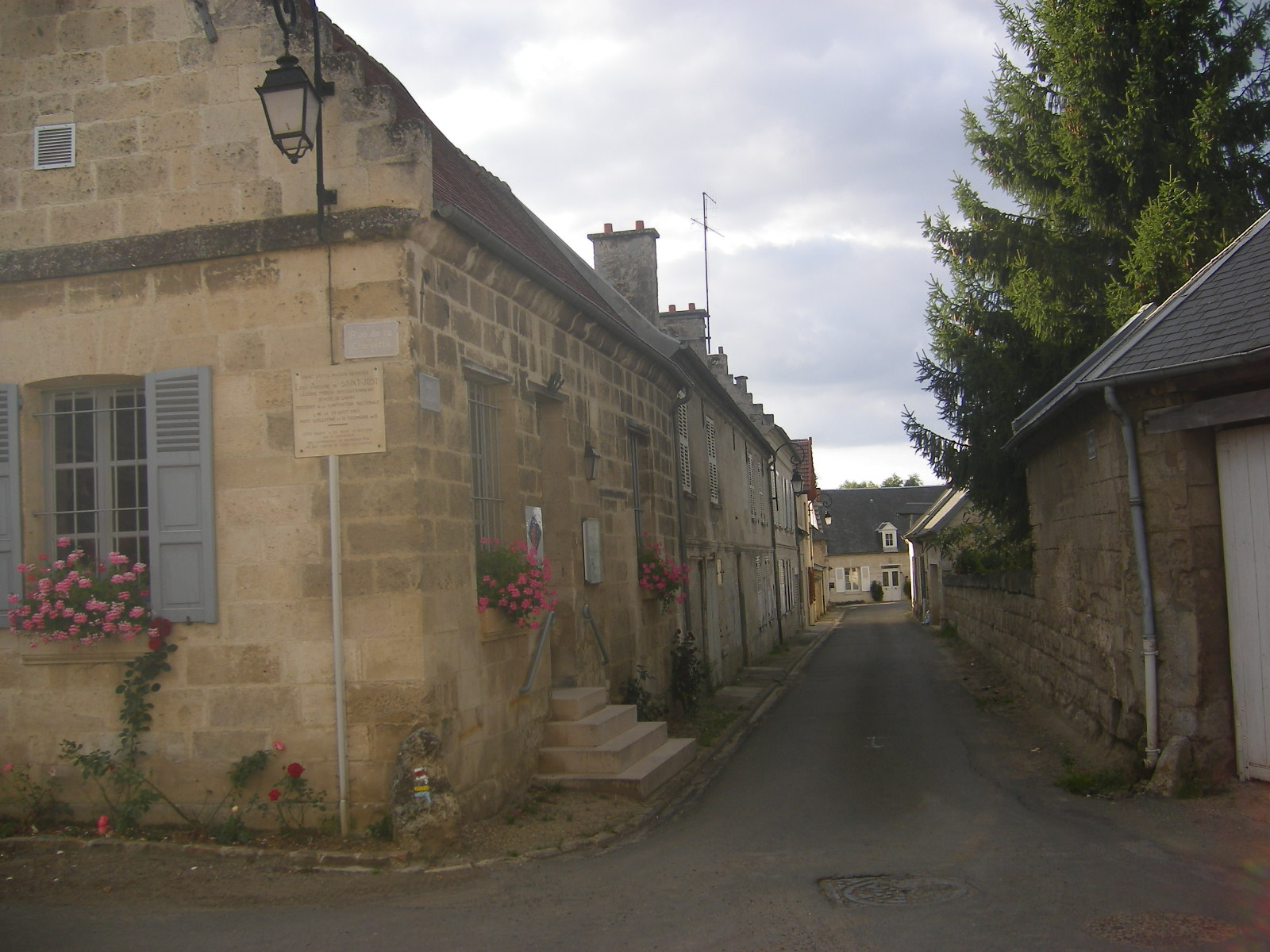
Eine Straße in Blérancourt, die sich im Laufe der Jahrhunderte wohl kaum verändert haben wird. In dem linken Eckhaus hat Saint-Just von 1776 bis 1792 gelebt

Der Vater von Thuillier besaß einen Gasthof, La croix blanche (Das weiße Kreuz), in Blerancourt. Welche Schulbildung Pierre Jean Louis Victor erhalten hat, ist nicht bekannt. Vielleicht glich sie der seines Freundes Louis Antoine, der von 1777 bis 1785 die Schule Saint-Nicolas der Oratorianer in Soissons besuchte.
Nach dem Ausbruch der Französischen Revolution wurde etwas von deren Auswirkungen auch bald im Gebiet von Blérancourt spürbar. So wurde per Gesetz vom 22. Dezember 1789 von der Konstituante eine neue Gebietseinteilung für ganz Frankreich beschlossen: anstelle der alten Bezirke traten jetzt Départements, die in Distrikte, Kantone und Kommunen unterteilt und nach geographischen oder traditionellen Gegebenheiten benannt waren. So gehörte Blérancourt ab März 1790 zum Département Aisne, nach dem gleichnamigen Fluss in der Region. Zu dieser Zeit wurde Thuillier von der Gemeinde (Kommune) Blérancourt eingestellt. Dazu gehörte er der Nationalgarde von Blérancourt an wie auch sein Freund Saint-Just, der im Juni zum Oberstleutnant in der Gemeinde und im August zum Ehrenbefehlshaber im ganzen Kanton ernannt wurde. Die beiden Freunde wirkten sehr aktiv im politischen Geschehen, brachten sozusagen die Revolution auf provinzieller Ebene voran. Sie waren anerkannt in der Gemeinde, hatten aber auch eine Reihe von Feinden. So wurde, als Saint-Just 1791 von den Wählern der Gemeinde zum Abgeordneten für die Gesetzgebende Nationalversammlung gewählt worden war, Klage von einem Widersacher dagegen erhoben, weil Saint-Just noch zu jung war. Die Klage war erfolgreich und der Beschluss der Wähler von Blérancourt wurde von der Distrikt-Verwaltung aufgehoben. — Ein Jahr später aber wurde Louis Antoine de Saint-Just zum Abgeordneten in den Nationalkonvent gewählt und ging im September 1792 nach Paris, wo er alsbald einer der führenden Männer im Geschehen der Französischen Revolution werden sollte. Fortan musste sich Thuillier mit ihrer Gegnerschaft in Blérancourt allein auseinandersetzen, eine Angelegenheit, die in ihren Briefwechseln in den nächsten Monaten sicherlich oft ein Thema gewesen sein wird. Im Laufe der Zeit aber wurde die Lage für Thuillier immer unerträglicher und so bat er schließlich seinen Freund Saint-Just, ihm in Paris in seinem Einflussbereich eine Stelle zu verschaffen, was dann auch geschah.

## Paris
Im August 1793 kam Pierre Jean Louis Victor Thuillier nach Paris und wurde Bevollmächtigter (Administrator) für den militärischen Nachschub (administrateur des subsistances militaires). Seine Frau und sein Sohn blieben in Blérancourt zurück. Thuillier hat dann immer an der Seite von Saint-Just gewirkt und an manch wichtigem Ereignis teilgenommen. So war er im Herbst 1793 dabei, als Saint-Just und Le Bas im Elsass die Rheinarmee reorganisierten und viele zivile Maßnahmen durchführten. Im Frühjahr 1794 wurde diese Arbeit im Norden bei der Nordarmee wiederholt und Thuillier hat im Juni die für die Franzosen siegreiche Schlacht bei Fleurus miterlebt, vielleicht sogar unmittelbar im Kampf wie sein Freund Saint-Just. Von Thuillier sind auch einige Erlebnisse aus diesen Zeiten berichtet worden. So gab er zum Beispiel in einer Aufzeichnung Saint-Justs negative Meinung von den Prairial-Gesetzen wieder: Ich bin Zeuge des Unwillens gewesen, mit dem er das Gesetz vom 22. Prairial im Garten des Hauptquartiers in Marchienne-au-Pont vor Charleroi gelesen hat ... Er sagte: „Man kann kein hartes und heilsames Gesetz vorschlagen, dessen sich nicht nach Laune und Leidenschaft Ränkespiel, Verbrechen und Raserei bemächtigen, um daraus ein Werkzeug des Todes zu machen.“
Nach Fleurus hat Pierre Jean Louis Victor Thuillier dann in Paris als Mitglied im Ausschuss für Landwirtschaft (Commission de l’agriculture) gewirkt. Unmittelbar nach dem Thermidor wurde er verhaftet und ins Gefängnis geworfen, wo er einige Wochen später starb.